# Martin Weppler
Martin Weppler (* 21. Februar 1958 in Schramberg, Kreis Rottweil) ist ein ehemaliger deutscher Leichtathlet und Olympiateilnehmer, der in den 1970er und 1980er Jahren ein erfolgreicher 400-Meter-Läufer war. Seine größten Erfolge, darunter der Europameistertitel 1978, gelangen ihm mit der 4-mal-400-Meter-Staffel. Weppler startete seine nationale und internationale Laufbahn in der Leichtathletik 1974 als Dreispringer und Weitspringer. Im Dreisprung zählte er als Junior zur europäischen Spitze, startete 1975 bei den Junioren-Europameisterschaften in Athen und war mehrfacher deutscher Jugend- und Juniorenmeister im Dreisprung. Aufgrund eines massiven Meniskusabrisses beim Weitsprungwettbewerb während eines Bundesligakampfes 1977 in Fürth musste er den Drei- und Weitsprung aufgeben. Im folgenden Jahr begann er damit, nach erfolgreicher Operation, sich auf die 400-Meter-Strecke, auf der er bereits als Springer immer wieder Einsätze hatte, umzustellen. Bundestrainer Manfred Kinder integrierte ihn unmittelbar in den 400-Meter-A-Kader des Deutschen Leichtathletik-Verbandes.
Weppler war während seiner Aktivenzeit auch Mitglied in der Junioren-Mannschaft des deutschen Bobverbandes und fuhr 2 Jahre Bobrennen.

## Ergebnisse mit der 4-mal-400-Meter-Staffel und über 400 Meter
- 1978: Europameisterschaften: Platz 1 (3:02,0 min, zusammen mit Franz-Peter Hofmeister, Bernd Herrmann und Harald Schmid; Martin Weppler als Startläufer)

1978 - Deutscher Juniorenmeister 400 Meter
1978 - Militärweltmeister in Mikkeli/Finnland
1980 - Mitglied der Olympia-Mannschaft für die Olympischen Spiele in Moskau über 400 Meter und 4-mal 400 Meter.
Als die Sowjetunion in Afghanistan einmarschierte, drängten die USA zum Boykott der Sommerspiele in Moskau. Diesem Boykott schloss sich die Bundesrepublik Deutschland an. Die harte Arbeit von 4 Jahren wurde so für viele deutsche Athleten und Athletinnen zunichtegemacht. Die deutsche 4-mal-400-Meter-Mannschaft der Männer zählte damals zu den Anwärtern auf den Olympiasieg.
1981 - Vizeeuropameister in der Halle in Grenoble
- 1983: Weltmeisterschaften : Martin Weppler war im Vorlauf der Staffel eingesetzt, die die Silbermedaille gewann. Bei diesen ersten Weltmeisterschaften 1983 startete er auch im 400-Meter-Einzelrennen, schied jedoch im Zwischenlauf aus und kam im Gesamtergebnis auf den 12. Platz. 1983 gewann Weppler auch seinen einzigen Deutschen Freiluft-Meistertitel, als er mit der Staffel des VfL Sindelfingen in der Besetzung Gert Benz, Uwe Fegert, Martin Bürkle und Weppler in 3:06,42 min gewann.

- 1984: Olympische Spiele: im Zwischenlauf ausgeschieden

Aufgrund permanenter massiver Achillessehnenentzündungen an beiden Beinen, die aufwendige Operationen nach sich gezogen hätten, beendete Weppler 1986 offiziell seine internationale Karriere.
Weppler startete in seiner Zeit als Dreispringer für den TSV Schwenningen, gehörte dann zunächst dem VfB Stuttgart an und ab 1983 dem VfL Sindelfingen. In seiner aktiven Zeit war er 1,86 m groß und wog 76 kg.
Für den Gewinn der Europameisterschaft 1978 mit der 4-mal-400-Meter-Staffel erhielt er das Silberne Lorbeerblatt.